# YUL Condos
El conjunto YUL Condos (de Condominiums) es un gran complejo residencial de rascacielos actualmente en construcción en la ciudad de Montreal, Quebec, Canadá. Las torres estarán situadas en el bulevar René-Lévesque en la esquina de Bishop y Mackay, cerca del lugar del comercio electrónico y del centro de Bell.
Las torres serán de 38 pisos y 120 metros (390 pies) de altura, y constarán de 873 condominios. Condominios YUL también incluye la construcción de 17 casas en la avenida Overdale. El promotor del proyecto es Kheng Ly de Brivia Group.